# Dekanat Rottenburg
Das Dekanat Rottenburg ist eines von 25 Dekanaten in der römisch-katholischen Diözese Rottenburg-Stuttgart und besteht aus acht Seelsorgeeinheiten. Das Gebiet des Dekanats deckt sich weitgehend mit dem des Landkreises Tübingen. Der Dekanatssitz befindet sich in Rottenburg am Neckar.

## Aufgaben
Das Dekanat erledigt als „mittlere Ebene“ zwischen Diözese und Kirchengemeinden drei Aufgaben: Es unterstützt die Kirchengemeinden des Dekanats in ihrem pastoralen Auftrag, vertritt die katholische Kirche in regionalen Belangen der Gesellschaft und Kultur und vermittelt die Anliegen des Bischofs.

## Gliederung
Das Dekanat Rottenburg gliedert sich in die folgenden acht Seelsorgeeinheiten (SE) und deren zugehörige Gemeinden:
- SE 1 Rottenburg
Gemeinden: St. Martin in Rottenburg – St. Moriz in Rottenburg – St. Konrad in Bad Niedernau –  St. Peter und Paul in Bieringen –  St. Laurentius in Hailfingen – St. Peter und Paul in Obernau – Heilig Geist in Kiebingen – St. Jakobus in Seebronn – St. Wolfgang  in Weiler

- SE 1c Rottenburg-Ergenzingen
Gemeinden: St. Heilig Geist in Ergenzingen – St. Anastasia in Baisingen

- SE 2 Pfaffenberg
Gemeinden: St. Briccius in Wurmlingen – St. Ursula in Oberndorf – St. Katharina in Wendelsheim – St. Stephanus in Poltringen – St. Magnus in Altingen

- SE 3 Tübingen
Gemeinden: St. Johannes in Tübingen –  St. Aegidius in Hirschau – St. Michael in Tübingen – St. Pankratius in Bühl – St. Paulus in Tübingen – St. Petrus in Tübingen – Kroatische Gemeinde St. Vinzenz von Paul in Tübingen

- SE 4a Steinlach-Wiesaz
Gemeinden: Mariä Himmelfahrt in Mössingen – St. Markus und St. Paulus in Dußlingen

- SE 4b Echaz-Härten
Gemeinden: Christus König des Friedens in Kirchentellinsfurt

- SE 5 Eichenberg
Gemeinden: St. Martinus in Hirrlingen – St. Dionysius in Dettingen – St. Vitus in Frommenhausen – St. Johannes Baptist in Hemmendorf – St. Andreas in Schwalldorf

- SE 6 Starzach
Gemeinden: St. Martinus in Bierlingen – St. Ottilia in Börstingen – St. Johann Baptist in Felldorf – St. Georg  in Sulzau – St. Petrus und Paulus in Wachendorf